# Памятник бойцам лыжных отрядов
Памятник бойцам лыжных отрядов посвящён преподавателям  и учащимся Ленинградского института  физической культуры им. П. Ф. Лесгафта,  ушедшим в лыжные батальоны для участия  в войне в  период финской кампании и в  годы блокады Ленинграда и Великой Отечественной войны.
В период блокады институтом имени Лесгафта была получена военная награда.
Памятник находится в Адмиралтейском районе Санкт-Петербурга на территории университета  им. Лесгафта по адресу ул. Декабристов дом 35, напротив  первого учебного корпуса.
Координаты расположения памятника:
N 59° 55' 37.549'' E 30° 17' 27.204''
Памятник был открыт в 1974 году.  Над памятником работали скульптор М.П. Щеглов и архитектор С. А. Ушаков.
Первоначально в скульптурную композицию входил также  «Вечный огонь», горевший  в память о погибших военных лыжниках. Позднее он был убран и на территории университета остался только памятник.
Мимо памятника проходит часть трассы «Эстафета памяти» (проводится в рамках проекта «Дорогой героев»). В эстафете участвуют школьники и студенты, в её рамках к памятнику военным  лыжникам традиционно возлагаются  цветы.
Институт физической культуры им. П.Ф. Лесгафта является  единственным  в СССР и России  гражданским высшим учебным  заведением, награждённым боевым  орденом Красного Знамени. Награда была получена 16 апреля 1942 года.
Помимо лыжных батальонов, в  которых служили преподаватели и студенты  института, они также  собственными силами  создали тринадцать партизанских отрядов, в  которые  вошло 268 человек.

## Описание памятника
Памятник представляет собой выбитую из меди  скульптуру, изображающую лыжников-автоматчиков в движении спуска с горы. Один из изображенных на памятнике  бойцов  ранен, другой поддерживает его.
По бокам  от памятника помещены две стелы с указанием  дат Финской войны  и Великой Отечественной войны, «1939-1940», «1941-1945».